# Термоацидофіли
Термоацидофіли — екстремофільні археї, що виживають при високій кислотності та концентрації сірки, а також високих температурах, тобто поєднують ознаки термофілів й ацидофілів.
Термоацидофіли віддають перевагу температурі 70-80  °C і pH в межах між 2 і 3. Вони мешкають здебільшого в гарячих джерелах і/або в угрупованнях глибоководних організмів. Бувши екстремофілами, вони живуть у таких місцях, де більшість організмів гине.
Ці прокаріоти володіють багатьма унікальними характеристиками. Вони особливо стійкі до високих температур і кислотності. Їх плазматична мембрана містить велику кількість насичених жирів, а їх ферменти не денатурують при цих екстремальних умовах.
| Екологія | Це незавершена стаття з екології. Ви можете допомогти проєкту, виправивши або дописавши її. |